# سواران عدالت
سواران عدالت (دانمارکی: Retfærdighedens Ryttere) یک فیلم درام کمدی سیاه دانمارکی به کارگردانی آندرس توماس ینسن است که در سال ۲۰۲۰ منتشر شد. از بازیگران آن می‌توان به مس میکلسن، رولاند مولر، نیکلاس برو، گوستاو لیند و نیکولای لی کاس اشاره کرد.

## داستان
یک فرد نظامی به نام مارکوس که در سانحه دلخراش قطار همسر خود را از دست می‌دهد، اکنون برای زندگی به خانه دخترش، ماتیلدا می رود. اما با گذشت زمان متوجه می‌شود که مرگ همسرش تصادفی نبوده و حادثه‌ی قطار از قبل برنامه ریزی شده است و...

## بازیگران
- مس میکلسن در نقش مارکوس
- آندریا هیک گادبرگ[۳] در نقش ماتیدا
- نیکولای لی کاس در نقش اوتو
- لارس بریگمن در نقش لنارت
- نیکلاس برو در نقش امنتالر
- گوستاو لیند در نقش بداشکا
- رولاند مولر در نقش کِرت